# Curtonotum angolense
Curtonotum angolense är en tvåvingeart som beskrevs av Tsacas 1977. Curtonotum angolense ingår i släktet Curtonotum och familjen Curtonotidae.
Artens utbredningsområde är Angola. Inga underarter finns listade i Catalogue of Life.